# Manon Aubry
Manon Aubry   (Frejús, 22 de desembre de 1989) és una política francesa i activista pels drets humans qui representa el partit La França Insubmisa. Fins al desembre del 2018 també va ser portaveu de l'ONG Oxfam en qüestions relacionades amb la lluita contra el frau fiscal i les il·legalitats socials. A les eleccions europees del 2019, Manon és la cap de llista de La França Insumisa (LFI) i llavors és escollida copresidenta del grup Esquerra Unitària Europea/Esquerra Verda Nòrdica. Manon és diplomada en afers internacionals i drets de l'home a l'Institut d'Estudis Polítics de París, on l'any 2009 presideix la Unió Nacionals dels Estudiants de França.